# Пиердоменико Бакаларио
Пиердомèнико Бакалàрио (на италиански: Pierdomenico Baccalario) е италиански журналист, сценарист, литературен агент и плодовит писател, автор на произведения в жанровете фентъзи, научна фантастика, приключенски роман и детска литература.

## Биография и творчество
Роден е на 6 март 1974 г. в град Акуи Терме, Пиемонт, Италия. Израства в къща, пълна с книги – над 10 000 тома, и е запален читател. Започва да пише още в гимназията. Завършва специалност „Право“ с дипломна работа относно Интернет и правата на интелектуална собственост. Докато следва, печели през 1998 г. наградата „Battello a Vapore“ за ръкописа на романа си „Пътят на воина“ (La strada del guerriero).
Първият му роман LB, в съавторство с Томазо Перчивале, е издаден през 1999 г.
В началото на новия век става един от най-плодотворните италиански автори на детски романи. Някои от произведенията му са преведени на 30 езика. Сред многобройните му поредици от романи, често фентъзи, някои от които написани в сътрудничество с други автори, най-известните са тези от фентъзи поредицата „Юлисес Мур“ (Ulysses Moore), публикувани от изд. „Пиеме“, започваща от 2004 г. Друга известна негова поредица е „Агенция „Призраци“.
Заедно с дейността си на писател и журналист работи и като сценарист на анимационни сериали.
От 2005 г. до 2008 г. е част от журито (бил е и председател) на Най-доброто шоу (The Best of Show) – наградата за игри, присъждана всяка година на Lucca Comics & Show – международния панаир, посветен на комикси, анимация, игри (ролеви, настолни, карти), видеоигри и фентъзи и научнофантастични изображения, който се провежда в Лука, Тоскана.
През май 2011 г. печели 12-тото издание на литературната награда Terre del Magnifico с романа Il risveglio di Galeno („Пробуждането на Гален“) от серията „Кибория“. Той е избран от жури от 12-14-годишни младежи от Общообразователния институт на Кортемаджоре.
Сътрудник е на вестниците „Ла Република“ и „Кориере дела Сера“ за културните страници и пише за списание „Ла Летура“.
През 2014 г. основава литературната агенция за детска литература Book on a Tree (Книга на дърво) в Лондон. 
От 2016 г. е един от отговорниците за програмата на новия издателски панаир в Милано Tempo di Libri („Времето на книгите“).
Живее със семейството си във Верона, а от 2014 г. - в Лондон.

## Произведения

### Самостоятелни романи
- LB (1999) – с Томазо Перчивале
- La strada del guerriero (2002)
- La Bibbia in 365 racconti (2004)
- Bugs Bunny il coniglio più famoso del mondo (2005)
- La mosca di rame (2005)
- L'ombra del corvo (2005)
- I mastrodonti (2006)
- La ragazza di Berlino (2007)
- Pesci volanti (2007) – с Елена Педуци
- Amaro dolce amore (2008) – с Елена Педуци
- Il principe della città di sabbia (2008) – с Енцо д'Ало и Гастон Каборе
- Il popolo di Tarkaan (2009)
- Il codice dei re (2010)
- La bambina che leggeva i libri (2010)
- Lo spirito del vento (2010)
- La moglie che morì due volte (2011)
- La vera storia di Capitan Uncino (2011)
- Lo spacciatore di fumetti (2011)
- Maydala Express (2011) – с Давиде Морозиното
- Volevo solo giocare a calcio (2011)
- I cavalieri della tavola calda (2012)
- T.Y.P.O.S. 0.1 Verità (2012)
- L'ombra di Amadeus (2013)
- Nella Bibbia ho incontrato (2013)
- Storia di Goccia e Fiocco (2013 – с Алесандро Гати
- Il pane del cielo (2014)
- La moneta maledetta (2014)
- L'oscuro richiamo (2014)
- Tutti i giorni sono dispari (2014)
- Un drago in salotto (2014)
- Come fondai l'Explorer Club (2015)
- Il quinto segno (2015)
- Il Grande Libro degli Oggetti Magici (2016) – с Якопо Оливиери
- Il manuale delle 50 avventure da vivere prima dei 13 anni (2016) – с Томазо Перчивале
Изживей 50 приключения, преди да навършиш 13, изд. „Гея-Либрис“ (2018), прев. Мариана Йовкова ISBN 978-954-300-176-7
- Le volpi del deserto (2018)
- Hoopdriver (2021)

### Серии

#### Серия „Кибория“ (Cyboria)
Поредица от научнофантастични романи за деца.
1. Il risveglio di Galeno (2009)
2. Ultima fermata: Fine del mondo (2011)
3. Il re dei lumi (2013)

#### Серия „Пясъчният часовник“ (La Clessidra)
Поредица от фентъзи романи за деца.
1. Verso la nuova frontiera (2002)
2. Al di là degli oceani (2002)
3. Il mistero dell'Everest (2002)
4. Il signore dell'orda (2002)
5. La fortezza degli angeli (2003)
6. La regina della tavola rotonda (2004)

#### Серия „Юлисес Мур“ (Ulysses Moore)
Поредица от фентъзи романи за деца и младежи, издадена под псевдонима Юлисес Мур. 
1. La porta del tempo (2004)
Вратата на времето: първа тетрадка, изд. „Егмонт България“, София (2013), прев. Весела Цалова. ISBN 978-954-27-0971-8
2. La bottega delle mappe dimenticate (2005)
Дюкянът на забравените карти: втора тетрадка, изд. „Егмонт България“, София (2013), прев. Весела Цалова. ISBN 978-954-27-1028-8
3. La casa degli specchi (2005)
Къщата на огледалата: трета тетрадка, изд. „Егмонт България“, София (2013), прев. Весела Цалова. ISBN 978-954-27-1077-6
4. L'isola delle maschere (2006)
Островът на маските: четвърта тетрадка, изд. „Егмонт България“, София (2013), прев. Весела Цалова. ISBN 978-954-27-1136-0
5. I guardiani di pietra (2006)
Каменните пазачи: пета тетрадка, изд. „Егмонт България“, София (2014), прев. Весела Цалова. ISBN 978-954-27-1216-9
6. La prima chiave (2007)
Първият ключ: шеста тетрадка, изд. „Егмонт България“, София (2014), прев. Весела Цалова. ISBN 978-954-27-1292-3
7. La città nascosta (2008)
8. Il maestro di fulmini (2009)
9. Il labirinto d'ombra (2009)
10. Il paese di ghiaccio (2010)
11. Il giardino di cenere (2010)
12. Il Club dei Viaggiatori Immaginari (2011)
13. La nave del tempo (2013)
14. Viaggio nei porti oscuri (2014)
15. I pirati dei mari immaginari (2014)
16. L'isola dei ribelli (2015)
17. L'ora della battaglia (2015)
18. La grande estate (2016)

#### Междуавторова серия „Параход“ (Il battello a vapore)
Il Battello a Vapore е поредица от книги, публикувани от на изд. „Пиеме“ за деца на възраст от 3 до 13 г. на тема фентъзи, ужаси и приключения. Поредицата е разделена на различни поредици според очакваната възраст на читателите и жанровете или темите, застъпени в тях – Класически серии, Дъгова, Бяла, Синя, Оранжева и Червена.

##### Серия „Агенция „Призраци“ (Will Moogley Agenzia fantasmi)
Поредица от фентъзи романи за деца.
1. Hotel a cinque spettri (2008)
Хотелът на ужасите, изд. „Фют“ (2018), прев. Нели Раданова. ISBN 978-619-199-290-4
2. Una famiglia... da brivido! (2009)
Кошмарното семейство, изд. „Фют“ (2018), прев. Нели Раданова. ISBN 978-619-199-292-8
3. Il fantasma del grattacielo (2009)
Призракът от небостъргача, изд. „Фют“ (2019), прев. Нели Раданова. ISBN 978-619-199-399-4
4. Anche I fantasmi tremano (2009)
5. Un mostro a sorpresa (2009)
6. Il re del brivido (2010)
7. Terrore in casa Tupper (2010)

##### Серия „Ключалката“ (The Lock)
1. I guardiani del fiume (2015)
2. Il patto della luna piena (2015)
3. Il rifugio segreto (2015)
4. La corsa dei sogni (2015)
5. La sfida dei ribelli (2015)
6. Il giorno del destino (2016)

##### Серия „Работилничката „Миг““ (La Bottega Battibaleno)
Поредица от романи за деца.
1. Una valigia di stelle (2012)
2. La bussola dei sogni (2012)
3. La mappa dei passaggi (2013)
4. La ladra di specchi (2013)

#### Серия „Захарен кръг“ (Candy Circle)
Поредица от романи за деца в сътрудничество с Алесандро Гати.
1. Pronti... partenza... crash! (2005)
2. Attenti al guru! (2005)
3. Salsicce e misteri (2005)
4. Tutti addosso al drago rosso! (2005)
5. Quando il bomber fa cilecca... (2005)
6. Pecore alla deriva (2005)
7. Faccia di menta (2006)
8. Chi ha paura del Candy Circle? (2006)
9. Paura a Gravenstein Castle (2006)
10. Il tempio degli scorpioni di smeraldo (2008)

#### Серия „Век“ (Century)
1. L’anello di fuoco, 2006
2. La stella di pietra, 2007
3. La città del vento, 2007
4. La prima sorgente, 2008

#### Серия „Криминалетата на уличка „Волтер““ (I gialli di vicolo Voltaire)
Поредица от фентъзи романи за деца, съвместно с Алесандро Гати.
1. Un bicchiere di veleno, 2009
2. Non si uccide un grande mago, 2009
3. Lo strano caso del ritratto fiammingo, 2010
4. Vacanza con delitto, 2010
5. La baronessa nel baule, 2010
6. Il mistero del quaderno cinese, 2011
7. Lo scheletro sotto il tetto, 2011

#### Серия „Златната легенда“ (The Golden Legend)
Серия романи за деца.
1. L'avversario, 2016
2. Il testimone, 2016
3. La cacciatrice, 2016

#### Серия „Нещастните подвизи на Рикардо с магарешкободиловото сърце“ (Le sciagurate imprese di Riccardo Cuor di Cardo)
Серия романи за деца.
1. L'eroe di Rocca Fangosa, 2013
2. Il brigante Mascalzucco, 2013
3. Al torneo di Montebavoso, 2013
4. Il crociato raffreddato, 2013
5. L'assedio di Rocca Fangosa, 2014
6. Alla ricerca della Spada Zamberlana, 2014

#### Серия „Чичо Фритата“ (Ciccio Frittata)
Серия романи за деца.
1. Ciccio Frittata, 2012
2. Ciccio Frittata e l'Emergenza Fetonte, 2013
3. Ciccio Frittata e il diluvio condominiale, 2014
4. Ciccio Frittata e l’Operazione Acchiappagatto, 2015

#### Серия „Академията“ (The Accademy)
Серия романи за деца, съвместно с Давиде Морозиното, под псевдонима Амелия Дрейк.
1. The Academy. Libro primo, 2015
2. The Academy. Libro secondo, 2015
3. The Academy. Libro terzo, 2016
4. The Academy. Libro quarto, 2018

#### Серия „Интригите“ (Gli Intrigue)
Серия от мистерия романи за деца съвместно с Алесандро Гати. 
1. Un enigma blu zaffiro, 2018
2. Un imbroglio nero petrolio, 2018
3. Una lettera rosso sangue, 2019

#### Серия „Разсеяните магьосници“ (I Maghi Raminghi)
1. Il torneo del re del mondo, 2019
2. L'incantatore di Varanasi, 2019
3. I sette bracciali, 2020

#### Участие в серии с други писатели

##### Серия „Шерлок, Лупин и Йо“ (Sherlock, Lupin & Io)
Към 2020 г. от серията има още 20 романа от различни автори
1. Il trio della Dama Nera (2011) – издаден и като „The Dark Lady“
2. Ultimo atto al Teatro dell'Opera (2012)

##### Серия „Класичини“ (I Classicini)
Класически романи, преразгледани от съвременни автори.
- L'isola del tesoro на Р. Л. Стивънсън
- Il richiamo della foresta на Джек Лондон
- Il libro della giungla на Ръдиард Киплинг
- Odissea на Омир
- Frankenstein на Мери Шели
- Don Chisciotte на Мигел де Сервантес

##### Серия „С малко думи“ (In poche parole)
Големи класики, преразгледани от съвременни автори.
- Madame Bovary на Гюстав Флобер
- Il maestro e Margherita на Михаил Булгаков, 2016

##### Серия „Каква история!“ (Che storia!)
Ключови епизоди от историята, преосмислени от големи автори.
- Re Artù e i cavalieri della Tavola rotonda, 2016

##### Серия „Най-великите“ (Grandissimi)
Големи биографии, написани от млади автори.
- Nefertiti, la regina che divenne faraone, 2015
- Einstein, genio senza confini, 2016
- Steve Jobs, l'uomo che ha dato l'anima al computer, 2016
- Leonardo da Vinci, l'uomo senza tempo, 2017

### Антологии
- Sanctuary, 2009
- Ti Racconto una storia, 2012
- Parole fuori, 2013
- Le 23 Regole per diventare scrittori, 2016, с Алесандро Гати
- Identici, 2019

### Участие в научнопопулярни списания
- Passaggio a Nord-Est: La vita avventurosa di Giacomo Bove, 2003, с Андреа Канобио
- Focus: Le più incredibili curiosità sugli animali
- Focus:, Le più incredibili curiosità della natura selvaggia
- Focus Junior: Tutti i più incredibili misteri dell'universo
- Focus Junior: Le più incredibili curiosità su cani, gatti & co.
- Focus Junior: Le più incredibili curiosità sugli sport
- Focus: Invenzioni e scienziati pazzi, 2006
- Focus: Mostri e creature orripilanti, 2006
- Focus: Tesori perduti, 2006

### Сценарии
- Zombie Family, Pixel Dna
- Candy Circle, еп. 0 (с Алесандро Гати и Енцо д'Алò)